# Поджог

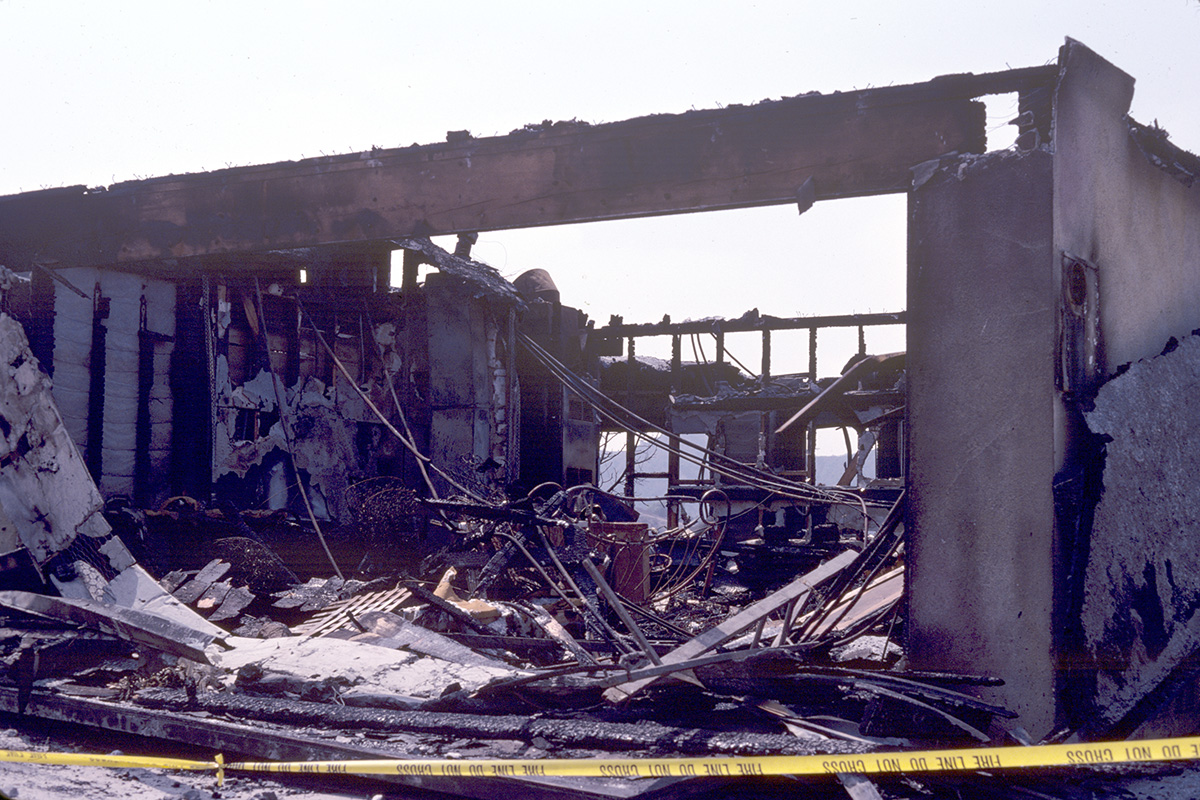
Дом после поджога

Поджог — возгорание в результате умышленных действий, приводящее к возникновению самопроизвольно распространяющегося пожара.  
В Российской империи поджоги («пустить красного петуха» — поджечь ((народн., устар.)
) являлись распространенной формой крестьянского протеста во время аграрного террора.
В Российской Федерации уничтожение или повреждение имущества путём поджога является преступлением, предусмотренным ч. 2 статьи 167 УК России.

## Известные поджигатели
- Варг Викернес, основатель Burzum; осуждён за поджог церквей[источник не указан 787 дней].
- Герострат — уничтожил Храм Артемиды Эфесской, одно из 7 чудес света.
- Джеймс Блэкбёрн, начальник пожарной охраны американского городка Типтонвиль, вместе с троими подчинёнными осуждённый за поджог десяти строений[9].
- Роберт Дэйл Сегри, осуждённый на 40 лет за то, что 6 июля 1944 года поджёг цирк-шапито «Ринглинг Бразерс Барнум энд Бэйли Сиркус»); в огне 168 человек погибли и более 480 получили серьёзные ожоги и ранения[10].
- Вильям Рикард[англ.] и Джон Коммрелл[англ.], военнослужащие ВМФ Великобритании, были награждены Крестом Виктории за поджог амбара на берегу Сиваша 11 октября 1855 года[источник не указан 787 дней].

## Известные случаи поджога
- Массовое убийство в станице Кущёвской
- Пожар на пароме «Скандинавиан Стар»
- Поджог Рейхстага